# 2012年ロンドンオリンピックのガイアナ選手団
2012年ロンドンオリンピックのガイアナ選手団（2012ねんロンドンオリンピックのガイアナせんしゅだん）は、2012年7月27日から8月12日までイギリスのロンドンで開催されたロンドンオリンピックガイアナ選手団の名簿。

## 選手団
- 人員: 選手 6人
- 開会式旗手: ウィンストン・ジョージ

## 種目別選手・スタッフ名簿及び成績

### 陸上競技
- Jeremy Bascom（男子100m）10秒31 予選敗退
- ウィンストン・ジョージ（男子400m）46秒86 予選敗退
- アリアン・ポンペイ（女子400m）52秒58 準決勝敗退

### 柔道
- Raul Lall（男子60kg級）第2回戦敗退

### 競泳
- Niall Roberts（男子100m自由形）55秒66 予選敗退
- Britany Van Lange（女子100m自由形）1分1秒62 予選敗退